# Zc(3900)
Zc(3900) – cząstka subatomowa, prawdopodobnie pierwszy odkryty hadron egzotyczny, zbudowany z czterech kwarków (tetrakwark). Cząstka Zc(3900) ma masę około cztery razy większą od protonu, a jej czas życia wynosi około 10-23 s. Zc(3900) jest produktem rozpadu cząstki Y(4260).
Cząstka została odkryta w 2013 roku za pomocą detektora Belle, znajdującego się w japońskim Laboratorium Fizyki Wysokich Energii (KEK). Jej istnienie potwierdziła grupa naukowców z pekińskiego ośrodka Electron Positron Collider.